# Šen-čou 14

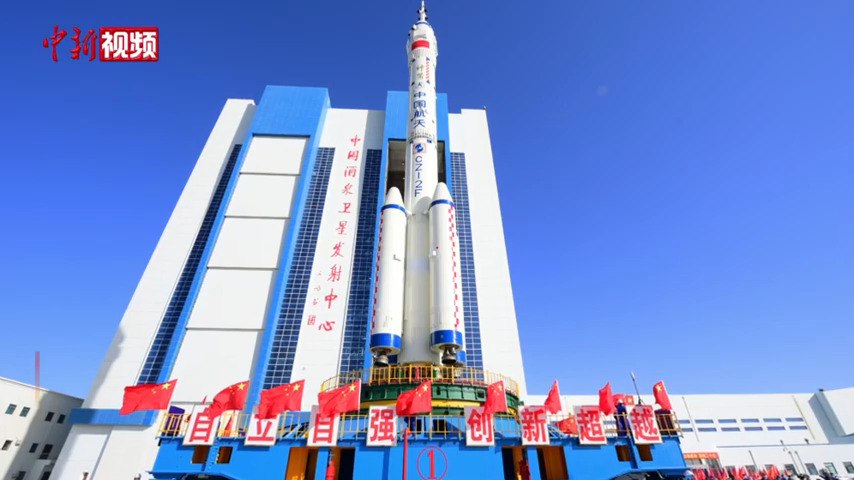
Šen-čou 14 na cestě z montážní haly - 29. května 2022.

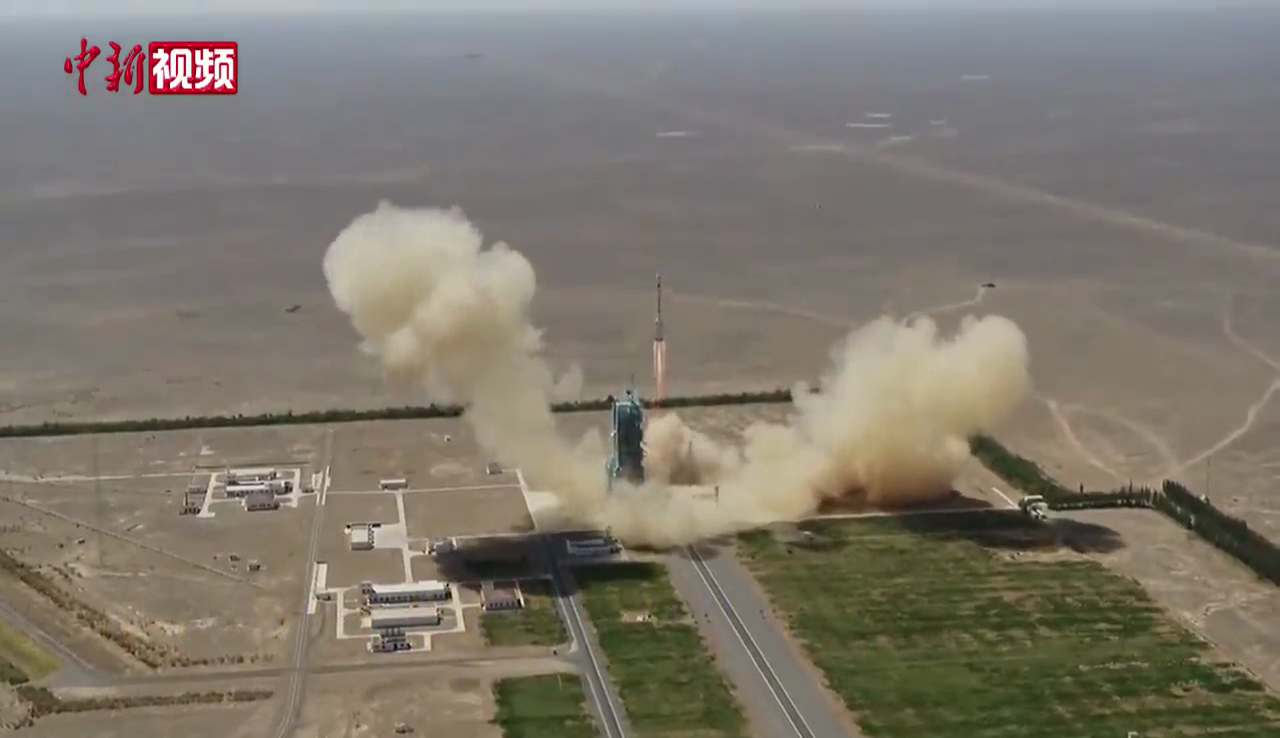
Start letu Šen-čou 14, 5. června 2022

Šen-čou 14 (čínsky 神舟十四号; doslova „Božská loď číslo čtrnáct“) byl devátý čínský pilotovaný vesmírný let v rámci programu Šen-čou. Současně šlo o třetí let, při kterém kosmická loď typu Šen-čou dopravila tříčlennou posádku na čínskou Vesmírnou stanicí Tchien-kung (TSS). Začal startem 5. června 2022 a skončil o půl roku později, 4. prosince.

## Posádka
Tři dny před plánovaným startem bylo zveřejněno složení posádky:
Hlavní posádka:
- Čchen Tung (2), velitel, CNSA
- Liou Jang (2), operátorka, CNSA
- Cchaj Sü-če (1), systémový operátor CNSA

(v závorkách je uveden celkový počet letů do vesmíru včetně této mise)

## Šen-čou a Čchang-čeng 2F
Kosmickou loď Šen-čou vyvíjela v několika etapách od 80. let 20. století, ale hlavním impulsem se v roce 1995 stalo zakoupení ruské technologie pro pilotované kosmické lety. Po něm Čína vytvořila několik prototypů, v letech 1999 až 2002 vypustila čtyři testovací lodě a od roku 2003 sbírá zkušenosti s lety s posádkou. Od roku 2021 lodě Šen-čou dopravují čínské kosmonauty na Vesmírnou stanici Tchien-kung.
Loď o celkové délce 8,86 metru a maximálním průměru 2,8 metru dosahuje vzletové hmotnosti 7 790 kg. Skládá se ze tří částí: válcového hermetizovaného orbitálního modulu s vnitřním objemem 8 m3, hermetizovaného návratového modulu oble-kuželovitého tvaru o výšce 2,5 m, maximálním průměru 2,5 m a s vnitřním prostorem o objemu 6 m3, a válcového nehermetizovaného pohonného modulu nesoucího hlavní korekční a brzdicí motor a 24 trysek pro orientaci a stabilizaci lodi na dráze.
Řadu nosných raket Čchang-čeng (Dlouhý pochod) doprovází čínský kosmický program už od jeho prvního kosmického letu v roce 1970, vyvinuto přitom byl pro různé účely přes 20 verzí. Jednou z nich je i varianta 2F, která slouží k vynášení kosmických lodí Šen-čou na nízkou oběžnou dráhu kolem Země a v podvariantě 2F/G vynesla také dvě testovací vesmírné laboratoře Tchien-kung 1 a 2. Dvoustupňová raketa se čtyřmi přídavnými motory ve spodní části prvního stupně dosahuje výšky 62 m, nejvyšší průměr je 3,35 m bez přídavných motorů a 7,85 m s nimi. Startovní hmotnost je 464 tun.

## Průběh letu
Loď odstartovala z kosmodromu Ťiou-čchüan 5. června 2022 v 02:44:10 UTC. K Vesmírné stanici Tchien-kung se připojila po bezmála 7 hodinách letu v 09:42 UTC a trojice kosmonautů vstoupila na palubu stanice ve 12:50 UTC.
Hlavním úkolem zhruba půlročního pobytu posádky je dohlédnout na připojení nových modulů Wen-tchien a Meng-tchien a provést základní kroky pro jejich integraci s Tchien-che, jádrovým modulem stanice, který kolem Země obíhá už od dubna 2021. Nové moduly k TSS měly přiletěly v červenci a říjnu 2022 a zhruba ztrojnásobily hmotnost i vnitřní prostor stanice. K jejich umístění na finální pozice na levém a pravém portu modulu Tchien-che byla využita robotická paže modulu, jejíž funkčnost prověřila předchozí posádka stanice. 
Posádka Šen-čou 14 uskutečnila ke splnění úkolů mise celkem tři výstupy do volného prostoru. Pokračovala také v programu televizních lekcí pro čínské žáky a studenty zahájeném v předchozích expedicích, a to přímo z nového modulu Wen-tchien. Den před svým odletem pak vůbec poprvé v historii TSS předali stanici svým následovníkům, kteří přiletěli 29. listopadu 2022 v lodi Šen-čou 15.
Cchaj, Čchen a Liou se se svou lodi od stanice oddělili 4. prosince 2022 v 03:01 UTC a přistáli o devět hodin později, v 12:09 UTC v přistávací oblasti Dongfeng, nedaleko kosmodromu Ťiou-čchüan, z něhož před 182 dny, 9 hodinami a 25 minutami odstartovali. Na Zemi s sebou přivezli mimo jiné vzorky z 88 výzkumů provedených na stanici během letu.